# Міметезит
Міметезит (рос. миметезит; англ. mimetesite; нім. Mimet(es)it m, Mimeten m) — мінерал, хлорарсенат свинцю острівної будови, групи апатиту.

## Загальний опис
Хімічна формула: Pb5Cl[AsO4]3; AsO4 може заміщатися на PO4 з утворенням піроморфіту.
Склад у % (з родовища Бена-е-Падру, Сардинія): PbO — 67,29; Cl — 9,55; As2O5 — 23,16.
Домішки: P2O5, Sb2S5.
Сингонія моноклінна (псевдогексагональна).
Гексагонально-дипірамідальний вид.
Зустрічається у формі призматичних, короткопризматичних (діжкоподібних), рідше голчастих кристалів, а також кулястих та ниркоподібних і гроновидних агрегатів, друз.
Густина 7,2-7,3.
Твердість 3,5-4,0.
Колір блідо-жовтий, жовтувато-коричневий або оранжево-жовтий.
Риса біла.
Блиск від смоляного до напівалмазного.
Прозорий до напівпрозорого.
Злам раковистий.
Крихкий.
Вторинний мінерал, який асоціює з церуситом та лімонітом.
Зустрічається в зоні окиснення свинцевих руд. Відомий в Бадені, Гессе, Саксонії (ФРН), Пршибрамі (Чехія), Нерчинську (Росія), Пюї-де-Дом (Франція). Крім того, є в Англії, Швеції, Намібії, США.
Рідкісний.
Від грецьк. «міметес» — наслідувач (J.F.A.Breithaupt, 1841).

## Різновиди
Розрізняють:
- міметезит ванадіїстий (різновид міметезиту, який містить до 4 % V2O5);
- міметезит звичайний (зайва назва міметезиту);
- міметезит кальціїстий (різновид міметезиту, який містить до 9 % СаО);
- міметезит кальціїсто-баріїстий (різновид міметезиту, який містить до 9 % СаО і 8 % ВаО);
- міметезит фосфатистий (різновид міметезиту, який містить до 16 % P2O5);
- міметезит фтористий (різновид міметезиту, який містить фтор, що заміщує хлор).